# Elecciones presidenciales de Kirguistán de 2017
Las elecciones presidenciales se celebraron en Kirguistán el 15 de octubre de 2017. El presidente titular Almazbek Atambayev no pudo volver a presentarse porque la constitución establece un único mandato de seis años para el jefe de Estado. Once candidatos se registraron como candidatos, y los resultados preliminares indican que Sooronbay Jeenbekov del Partido Socialdemócrata de Kirguistán ganó con más del 50% de los votos, evitando una segunda vuelta. Sin embargo, obtuvo casi diez puntos menos que Atambayev en 2011.
Aunque consideradas defectuosas, fueron las elecciones presidenciales más competitivas en la historia de Asia Central, reduciéndose la diferencia entre el candidato ganador y el segundo más votado a tan solo veinte puntos porcentuales, y la oposición reconoció el resultado sin que se presentaran impugnanciones, garantizando la juramenación de Jeenbekov el 24 de noviembre.

## Antecedentes
Las elecciones estaban programadas para el 19 de noviembre. Sin embargo, el mandato constitucional de Atambayev finalizaba el 1 de diciembre, por lo que de darse una segunda vuelta electoral (algo que las encuestas pronosticaban originalmente), sería muy difícil realizarla antes de esa fecha con tan solo doce días de antelación. Para evitar un conflicto de leyes, Atambayev solicitó el 29 de mayo que las elecciones se adelantaran al 15 de octubre, propuesta que fue unánimemente aprobada por el Consejo Supremo.
En diciembre de 2016, se realizó un referéndum sobre el fortalecimiento del poder del primer ministro y fue aprobado por el 80 % de los votantes. Dicho referéndum fue sumamente controvertido por la baja participación, la supuesta compra de votos, y por el hecho de que la constitución de 2010 prohibía claramente que se realizase cualquier reforma hasta pasados diez años de su aprobación (es decir, hasta 2020). Varios líderes opositores, incluyendo Omurbek Tekebayev, del Partido Socialista Ata-Meken, fueron detenidos por su oposición al referéndum. La detención de Tekebayev, que era visto como un candidato fuerte a la presidencia en 2017, llevó a que la democracia en Kirguistán, única en la región, fuera severamente cuestionada.
Un total de 773 observadores internacionales de 59 países y 44 organizaciones internacionales se registraron para observar las elecciones, que se destacaron por su singularidad en la región de Asia Central: en primer lugar, marcó el primer cambio presidencial estando vivo el mandatario saliente y sin necesidad de una revolución, y en segundo lugar, los resultados de las elecciones no se conocían de antemano y existía la insólita posibilidad de un balotaje.
A principios de agosto de 2017, los líderes de los tres principales partidos de la oposición, Partido del Desarrollo y el Progreso, Kirguistán Unido y Respublika-Ata Zhurt, anunciaron la creación de una coalición llamada Kaira Zharaluu (Renacimiento), que presentaría a un solo candidato, Bakyt Torobayev. Sin embargo, el acuerdo fracasó y los tres líderes se presentaron por separado. Al entrar en las elecciones, Temir Sariyev, Omurbek Babanov y Sooronbay Jeenbekov, todos ex primeros ministros, fueron considerados los principales candidatos.

## Campaña
La campaña electoral comenzó oficialmente el 13 de septiembre, con Jeenbekov, Babanov, Sariyev y Torobayev (que finalmente se retiró), como los principales candidatos. Varios medios internacionales afirmaron que los candidatos presidenciales no hicieron promesas reales, exceptuando "un futuro brillante y próspero" bajo su mandato. Tras la progresiva retirada de candidatos potenciales, la campaña se polarizó rápidamente entre Babanov y Jeenbekov. A principios de octubre, la Comisión Electoral realizó dos advertencias a Babanov de que estaba cometiendo "violaciones de campaña" (al recibir tres advertencias, un candidato queda descalificado siempre y cuando sea menos de cinco días antes de las elecciones). El equipo de campaña de Babanov acusó a la Comisión de favorecer a Jeenbekov. Finalmente, el 10 de octubre, la Comisión Electoral emitió una tercera advertencia, pero no pudo descalificar a Babanov debido a que faltaban exactamente cinco días para la elección.
El 20 de septiembre, después de que el Presidente de Kazajistán, Nursultán Nazarbáyev, se reuniera con Babanov, el Ministerio de Asuntos Exteriores de Kirguistán acusó a Kazajistán de interferir en la campaña electoral, lo cual fue rápidamente negado por el gobierno kazajo. Sin embargo, la reunión de Babanov con Nazarbáyev minó su popularidad, debido a que sus detractores señalaban el hecho de que había iniciado su carrera empresarial en Kazajistán y lo criticaban por una supuesta falta de lealtad al estado kirguiso.

## Resultados

### Nivel nacional
|  | 54.22 % |

|  | 33.49 % |

|  | 6.55 % |

|  | 2.57 % |

|  | 0.64 % |

|  | 0.50 % |

|  | 0.16 % |

|  | 0.12 % |

|  | 0.10 % |

|  | 0.09 % |

|  | 0.09 % |

|  | 98.55 % |

|  | 0.82 % |

|  | 0.73 % |

|  | 56.32 % |

|  | 43.68 % |

### Por Óblast
Jeenbekov triunfó por mayoría absoluta de votos en cinco de los siete óblasts del país, y por mayoría simple en la capital, Biskek, con el 48.30% de los sufragios. También logró una estrecha pluralidad entre los votantes extranjeros, de solo el 33.19% de los votos contra el 31.60% de Madumarov y el 23.28% de Babanov. Babanov estuvo a 0.03 puntos de obtener mayoría absoluta en Chuy, donde consiguió el 49.97%, y obtuvo una abrumadora victoria en Talas, con el 85.16%.
|  | 48.30 % |

|  | 35.86 % |

|  | 4.28 % |

|  | 5.37 % |

|  | 6.19 % |

|  | 73.12 % |

|  | 18.57 % |

|  | 6.32 % |

|  | 0.16 % |

|  | 1.83 % |

|  | 56.95 % |

|  | 20.23 % |

|  | 17.65 % |

|  | 0.34 % |

|  | 4.83 % |

|  | 37.31 % |

|  | 49.97 % |

|  | 2.60 % |

|  | 6.27 % |

|  | 3.35 % |

|  | 58.82 % |

|  | 27.96 % |

|  | 10.50 % |

|  | 0.61 % |

|  | 2.11 % |

|  | 55.50 % |

|  | 36.74 % |

|  | 0.33 % |

|  | 4.94 % |

|  | 2.49 % |

|  | 71.17 % |

|  | 18.15 % |

|  | 8.57 % |

|  | 0.27 % |

|  | 1.84 % |

|  | 12.62 % |

|  | 85.16 % |

|  | 0.13 % |

|  | 0.67 % |

|  | 1.42 % |

|  | 50.49 % |

|  | 41.69 % |

|  | 0.35 % |

|  | 4.04 % |

|  | 3.43 % |

|  | 33.19 % |

|  | 23.28 % |

|  | 31.60 % |

|  | 3.37 % |

|  | 8.56 % |